# Suplement
Suplement (łac. supplementum „dodatek, uzupełnienie”) – w wydawnictwach encyklopedycznych i słownikowych – zazwyczaj w podzielonych na kilka tomów, wydawanych przez kilka kolejnych lat – dodatkowy tom lub tomy, wydany na końcu serii, w którym znajdują miejsce hasła przeoczone lub jeszcze nieistniejące w chwili przystępowania do redagowania wydania. Podaje się tam też, dla haseł już istniejących, dodatkowe znaczenia, które pojawiły się w trakcie wydawania dzieła, albo niezaistniałe wcześniej fakty.
- polskie encyklopedie
- suplement diety
- paralipomena